# Галдунц, Сергей Гургенович
Сергей Гургенович Галдунц (арм. Սերգեյ Գալդունց; род. 17 января 1965, Баку, Азербайджанская ССР) — армянский шахматист, гроссмейстер (2003). Серебряный призёр командного чемпионата мира среди ветеранов (2017).
Чемпион Армении 1991 года. Участник 32-й Всемирной шахматной олимпиады (Ереван, 1996).
Лучшие результаты в международных соревнованиях: Висбаден (1991, 1-е), Швебиш Гмюнд (1994, 1-3-е), Висбаден (1994, 2-е), Бишвилье (1997, 1-е и 1998, 2-е), Бад-Вильдбад (2000, 2-е), Серферс Парадиз, Австралия (2000, 2-3-е), Дармштадт (2001, 3-5-е), Бад-Вильдбад (2002, 3-е), Грисхайм (2003, 3-е).
С 1998 года живёт в Германии.

## Изменения рейтинга
| Графики недоступны из-за технических проблем. См. информацию на Фабрикаторе и на mediawiki.org. |